# Иоаким (Георгиадис)
Митрополи́т Иоаки́м (греч. Μητροπολίτης Ιωακείμ, в миру Эпамино́ндас Георгиа́дис, греч. Επαμεινώνδας Γεωργιάδης или Гала́кис, греч. Γαλάκης; 1876, Принкипо, Османская империя — 5 февраля 1927, Константинополь, Турция) — епископ Константинопольской православной церкви, митрополит Халкидонский.

## Биография
Родился в 1876 (по другим данным в 1875) году на Приникипо. Его отец был родом с Хиоса, а мать с Тузлы близ Халкидона. Получил начальное образование в родных местах.
Митрополит Ксантийский и Периторийский Иоаким (Сьюрос) оказал ему поддержку, благодаря которой Георгиадис поступил в Богословскую школу на острове Халки, которую окончил в 1897 году.
Рукоположен в сан диакона митрополитом Ксантийским Иоакимом (Сьюросом) с наречением имени Иоаким, после чего служил протодиаконом Ксантийской митрополии, а затем — в сан священника, после чего служил протосинкеллом Ксантийской митрополии.
1 декабря 1902 году в храме святого Иоанна в Хионе Галатском в Константинополе был рукоположен в титулярного епископа Христопольского, викария Ксантийкой митрополии. Хиротонию совершили: митрополит Ксантийский Иоаким (Сьюрос), митрополит Диррахийский Прокопий (Лазаридис), митрополит Борденонский Никодим, митрополит Литицкий Никифор и митрополит Каллиопольский Иеромним.
27 января 1907 года назначен митрополитом Эносским и Траянопольским.
20 декабря 1923 года назначен митрополитом Халкидонским.
Скоропостижно скончался 5 февраля 1927 года в Константинополе.